# Nicholas Clay
Pour les articles homonymes, voir Clay.
 (mars 2025).
Nicholas Clay est un acteur britannique né le 18 septembre 1946 à Londres où il est mort le 25 mai 2000.

## Biographie
Nicholas Clay mène d'abord sa carrière au théâtre, où il figure dans plusieurs productions de Laurence Olivier pour l'Old Vic, et est considéré comme l'un des comédiens les plus prometteurs de la scène britannique. Parmi ses succès, on peut citer Le Misanthrope de Molière au côté de Diana Rigg, pièce qui amène Clay à Broadway en 1975.
Débutant au cinéma sous la direction de Joseph Losey, il y accède dès son retour en 1971 aux premiers rôles. L'érotique L'Amant de Lady Chatterley de Just Jaeckin avec Sylvia Kristel le propulse star internationale. Malheureusement, cette carrière sur grand écran tourne court[réf. nécessaire]. La télévision prend le pas, avec une composition de l'empereur Auguste dans Le Martyre de Saint Sébastien d'après Gabriele D'Annunzio, celle de Glaucus dans probablement la meilleure adaptation du roman anglais Les Derniers Jours de Pompéi, d'autres dans The Corsican Brothers d'après Alexandre Dumas ou The Adventures of Sherlock Holmes, et plus tard dans des épisodes de Taggart et Highlander.
À travers tous ses rôles, l'interprète de Charles Darwin, de Lancelot (dans Excalibur), de Patrick Redfern dans Meurtre au soleil, tiré du roman d'Agatha Christie, Les Vacances d'Hercule Poirot, de Tristan, de l'amant de Lady Chatterley, du prince de La Belle au bois dormant, d'Alexandre le Grand, de Ménélas (pour Andreï Kontchalovski) et du shérif de Nottingham a laissé le souvenir d'un acteur d'une grande beauté.
Dans ses dernières années, Nicholas Clay enseigne l'art dramatique, notamment à la Royal Academy of Dramatic Art (RADA).
Il se marie en 1980 avec l'actrice Lorna Heilbron dont il a deux filles, Ella, née en 1983, et Madge, née en 1986. Il meurt d'un cancer du foie le 25 mai 2000 à Londres.

## Filmographie

### Cinéma
- 1963 : Les Damnés (The Damned) de Joseph Losey : Richard
- 1971 : The Night Digger d'Alastair Reid : Billy Jarvis
- 1972 : The Darwin Adventure de Jack Couffer : Charles Darwin
- 1977 : Victor Frankenstein de Calvin Floyd : Henry Clerval
- 1979 : L'Ultime attaque (Zulu Dawn) de Douglas Hickox : lieutenant Raw
- 1981 : Excalibur de John Boorman : Lancelot
- 1981 : L'Amant de Lady Chatterley (Lady Chatterley's Lover) de Just Jaeckin : Oliver Mellors
- 1981 : Lovespell de Tom Donovan : Tristan
- 1982 : Meurtre au soleil (Evil Under the Sun) de Guy Hamilton : Patrick Redfern
- 1987 : La Belle au bois dormant (Sleeping Beauty) de David Irving : le prince
- 1987 : Lionheart de Franklin J. Schaffner : Charles de Montfort
- 2000 : Jean (court métrage) d'Anthony Fabian
- 2000 : And Beyond (court métrage) de Roger Ashton-Griffiths : Jackie

### Télévision
- 1961 : Ask Mr. Pastry (série télévisée), un épisode : le troisième enfant
- 1961 : ITV Television Playhouse (série télévisée), un épisode : Tony Lockwood
- 1961 : The Pocket Lancer (mini-série télévisée) de Shaun Sutton : Timothy Bretwyn
- 1962 : Tales of Mystery (série télévisée) : Dicky
- 1962 : Dixon of Dock Green (série télévisée), un épisode : le troisième garçon
- 1962-1963 : William (série télévisée), deux épisodes : Hubert Lane
- 1964 : Sergeant Cork (série télévisée), un épisode The Case of the Two Poisons : Henry
- 1964 : Drama 61-67 (série télévisée), un épisode The Close Prisoner : Henry
- 1971 : Take Three Girls (série télévisée), un épisode : Matthew
- 1971 : Armchair Theatre (série télévisée), un épisode : Paul
- 1972 : Love Story (série télévisée), un épisode : Daryl
- 1973 : ABC Afterschool Specials (série télévisée), un épisode
- 1974 : Rooms (série télévisée), deux épisodes : Barry
- 1975 : In This House of Brede (téléfilm) de George Schaefer : David
- 1976 : The Picture of Dorian Gray (téléfilm) de John Gorrie : Alan Campbell
- 1978 : Saturday, Sunday, Monday (téléfilm) d'Alan Bridges : Rocco
- 1978 : Will Shakespeare (mini-série télévisée) : Comte de Southampton
- 1980 : The Greeks : A Journey in Space and Time (série télévisée), deux épisodes : Oreste
- 1981 : The Search for Alexander the Great (mini-série télévisée) de Peter Sykes : Alexandre le Grand
- 1982 : Russian Night… 1941 (téléfilm), épisode In a Glass Darkly de Desmond Davis : Zotov
- 1982 : Agatha Christie - Dix brèves rencontres (The Agatha Christie Hour) (mini-série télévisée), épisode In a Glass Darkly de Desmond Davis : Matthew Armitage
- 1983 : The Hound of the Baskervilles (téléfilm) de Douglas Hickox : Jack Stapleton / Sir Hugo Baskerville / l'homme barbu
- 1984 : Le Martyre de Saint-Sébastien[1] (Das Martyrium des heiligen Sebastian) (téléfilm) de Petr Weigl : empereur Auguste
- 1984 : Les Derniers Jours de Pompéi (The Last Days of Pompeii) (mini-série télévisée) de Peter Hunt : Glaucus
- 1984 : Child's Play (téléfilm) de Val Guest :
- 1985 : The Corsican Brothers (téléfilm) de Ian Sharp : Giordano Martelli
- 1985 : Les Aventures de Sherlock Holmes (The Adventures of Sherlock Holmes) (série télévisée), épisode The Resident Patient de David Carson : Dr Percy Trevelyan
- 1985 : Screen Two (série télévisée), épisode The Unknown Soldier de Mike Vardy : Richards
- 1987 : Barbara Hutton, destin d'une milliardaire (Poor Little Rich Girl : The Barbara Hutton Story) (téléfilm) de Charles Jarrott : Prince Alexis Mdivani
- 1988-1989 : Gentlemen and Players (série télévisée), 13 épisodes : Mike Savage
- 1991 : Les Nouvelles aventures de Zorro (Zorro) (série télévisée), épisode One for All de Ray Austin : Vicomte Armand de Jussac
- 1992 : Virtual Murder (série télévisée), six épisodes : Dr. John Cornelius
- 1993 : Berlin antigang (série télévisée) : Valentin Renko
- 1995 : Shine on Harvey Moon (série télévisée), quatre épisodes : chef d'escadron Cunningham
- 1997 : Taggart (série télévisée), trois épisodes : David Burns
- 1997 : Kavanagh (série télévisée), un épisode : Mr. Justice Fulgright
- 1997 : Les Nouvelles aventures de Robin des bois (The New Adventures of Robin Hood) (série télévisée), épisodes Heroes et The Hanged Man : shérif de Nottingham
- 1997 : L'Odyssée (The Odyssey) (mini-série télévisée) d'Andreï Kontchalovski : Ménélas
- 1997 : Hotel Shanghai (téléfilm) de Peter Patzak : Bobby
- 1997 : Bugs (série télévisée), saison 3, épisode 4 Hollow Man de Gwennan Sage : Ethan Rockridge
- 1997 : Highlander (série télévisée), saison 6, épisode 7 Unusual Suspects de Dennis Berry : Loxley
- 1998 : Merlin (mini-série télévisée) de Steve Barron : Lord Leo
- 1999 : Psychos (mini-série télévisée) : Dr; Angus Harvey